# 脇往還
脇往還（わきおうかん）は、江戸時代の五街道以外の主要な街道をいう。

## 概要
脇街道（わきかいどう）、また単に脇道（わきみち）ともいった。各藩の大名に管轄を任せていたため五街道ほど整備は行き届かなかったが、諸藩の経済や文化の発展に大きく寄与した。のちに五街道とともに主要幹線道路として幕府から重要視されたため江戸幕府直轄となり、万治2年（1659年）に道中奉行の管轄にあった。宿駅・一里塚・並木などが整備された所も多い。
脇往還（脇街道）は五街道とともに日本全国の道路交通ネットワークを形成するものもあるが、そのどれを主要街道にするかは研究者の間で見解が異なり、一定の基準がない。全国的な幹線街道を形成する脇往還は、松前道（松前街道）、羽州街道、佐渡路、北国路（北国街道）、伊勢路、中国路（山陽道／西国街道／中国街道）、長崎路（長崎街道）などを含めて、延長約5000 - 6500キロメートル (km) あったとされ、さらに地域的な小さな脇街道も含めると1万2000 - 1万5000 kmにも達する道路網を形成した。

## 主な脇往還
主な脇往還には伊勢路、水戸街道、北国路、羽州街道、三国街道、佐渡路、中国路、長崎路などがある。

### 五街道の脇往還
東海道の脇往還には、中原街道、下田街道、本坂通（姫街道）、美濃路、佐屋街道、矢倉沢往還がある。
中山道の脇往還には、川越街道、下仁田道、北国西街道、北国街道、伊那街道、朝鮮人街道等がある。
日光街道・奥州街道の脇往還には、水戸街道、日光御成道、日光例幣使街道、壬生街道、佐倉街道、日光東往還、下妻街道がある。

### その他
その他に甲州往還、川越児玉往還、伊勢路、日光脇往還、薩摩街道、山陽道、下街道 (善光寺道)などがある。